# Misumenops roseofuscus
Misumenops roseofuscus är en spindelart som beskrevs av Cândido Firmino de Mello-Leitão 1944. 
Misumenops roseofuscus ingår i släktet Misumenops och familjen krabbspindlar. Inga underarter finns listade i Catalogue of Life.